# Emilia Romagna Open 2021 - Qualificazioni singolare maschile
Le qualificazioni del singolare maschile del Emilia Romagna Open 2021 sono un torneo di tennis preliminare per accedere alla fase finale della manifestazione. I vincitori dell'ultimo turno sono entrati di diritto nel tabellone principale. In caso di ritiro di uno o più giocatori aventi diritto a questi sono subentrati i lucky loser, ossia i giocatori che hanno perso nell'ultimo turno ma che avevano una classifica più alta rispetto agli altri partecipanti che avevano comunque perso nel turno finale.

## Teste di serie
1. Norbert Gombos (ultimo turno)
2. James Duckworth (primo turno)
3. Pedro Martínez (qualificato)
4. Mikael Ymer (qualificato)

1. Benjamin Bonzi (ultimo turno)
2. Philipp Kohlschreiber (primo turno)
3. Daniel Altmaier (qualificato)
4. Matteo Viola (ultimo turno)

## Qualificati
1. Daniel Altmaier
2. Raul Brancaccio

1. Pedro Martínez
2. Mikael Ymer

## Tabellone

### Legenda
| - Q = Qualificato - WC = Wild card - LL = Lucky loser | - ALT = Alternate - SE = Special Exempt - PR = Protected Ranking | - w/o = Walkover - r = Ritirato - d = Squalificato |

### Sezione 1
|  | Primo turno | Primo turno     | Primo turno     | Primo turno | Primo turno |  |  | Ultimo turno | Ultimo turno    | Ultimo turno    | Ultimo turno | Ultimo turno |  |
|  |             |                 |                 |             |             |  |  |              |                 |                 |              |              |  |
|  | 1           | Norbert Gombos  | Norbert Gombos  | 4           |             |  |  |              |                 |                 |              |              |  |
|  |             | Max Purcell     | Max Purcell     | 1           | r           |  |  | 1            | Norbert Gombos  | Norbert Gombos  | 6            | 68           |  |
|  |             | Pavel Kotov     | Pavel Kotov     | 3           | 1           |  |  | 7            | Daniel Altmaier | Daniel Altmaier | 7            | 7            |  |
|  | 7           | Daniel Altmaier | Daniel Altmaier | 6           | 6           |  |  |              |                 |                 |              |              |  |

### Sezione 2
|  | Primo turno | Primo turno           | Primo turno     | Primo turno | Primo turno |  |  | Ultimo turno | Ultimo turno       | Ultimo turno       | Ultimo turno | Ultimo turno |  |
|  |             |                       |                 |             |             |  |  |              |                    |                    |              |              |  |
|  | 2           | James Duckworth       | James Duckworth | 5           | 3           |  |  |              |                    |                    |              |              |  |
|  | WC          | Raul Brancaccio       | Raul Brancaccio | 7           | 6           |  |  | WC           | Raul Brancaccio    | Raul Brancaccio    | 6            | 6            |  |
|  |             | Tejmuraz Gabašvili    | 1               | 7           | 6           |  |  |              | Tejmuraz Gabašvili | Tejmuraz Gabašvili | 3            | 3            |  |
|  | 6           | Philipp Kohlschreiber | 6               | 5           | 2           |  |  |              |                    |                    |              |              |  |

### Sezione 3
|  | Primo turno | Primo turno       | Primo turno       | Primo turno | Primo turno |  |  | Ultimo turno | Ultimo turno   | Ultimo turno | Ultimo turno | Ultimo turno |  |
|  |             |                   |                   |             |             |  |  |              |                |              |              |              |  |
|  | 3           | Pedro Martínez    | Pedro Martínez    | 6           | 6           |  |  |              |                |              |              |              |  |
|  | WC          | Francesco Passaro | Francesco Passaro | 4           | 1           |  |  | 3            | Pedro Martínez | 6            | 5            | 7            |  |
|  |             | Ulises Blanch     | Ulises Blanch     | 3           | 5           |  |  | 5            | Benjamin Bonzi | 4            | 7            | 64           |  |
|  | 5           | Benjamin Bonzi    | Benjamin Bonzi    | 6           | 7           |  |  |              |                |              |              |              |  |

### Sezione 4
|  | Primo turno | Primo turno        | Primo turno  | Primo turno | Primo turno |  |  | Ultimo turno | Ultimo turno | Ultimo turno | Ultimo turno | Ultimo turno |  |
|  |             |                    |              |             |             |  |  |              |              |              |              |              |  |
|  | 4           | Mikael Ymer        | Mikael Ymer  | 6           | 6           |  |  |              |              |              |              |              |  |
|  |             | Facundo Mena       | Facundo Mena | 1           | 4           |  |  | 4            | Mikael Ymer  | 6            | 3            | 6            |  |
|  |             | Evgenij Karlovskij | 5            | 7           | 5           |  |  | 8            | Matteo Viola | 4            | 6            | 0            |  |
|  | 8           | Matteo Viola       | '7           | 5           | 7           |  |  |              |              |              |              |              |  |